# Bayerisches Landesamt für Schule
Das Bayerische Landesamt für Schule (LAS) ist eine dem Bayerischen Staatsministerium für Unterricht und Kultus nachgeordnete Landesbehörde mit Sitz in Gunzenhausen.

## Zur Entstehung
Das Bayerische Landesamt für Schule  entstand im Rahmen der Heimatstrategie „Regionalisierung von Verwaltung – Behördenverlagerung 2015“ des damaligen Finanzministers Markus Söder.
Zum 1. Januar 2017 wurde die neue Landesbehörde in Gunzenhausen errichtet.

## Aufgaben
Das Bayerische Landesamt für Schule ist für folgende Aufgaben sachlich zuständig:
- Zeugnisanerkennung außerbayerischer Schulabschlüsse und außerbayerischer Prüfungen und Befähigungen für das Lehramt an Gymnasien, Grundschulen und Mittelschulen
- Zeugnisbewertungen für die Länder Afrikas, Asiens, der arabischen Welt, des Irans, Israels und der Türkei, für die Länder Lateinamerikas und Osteuropas und für die USA, Australien, Kanada, Neuseeland, für das Vereinigte Königreich und für Irland sowie für die BeNeLux-Staaten, Liechtenstein und die Schweiz, Frankreich, Griechenland, Portugal, Spanien und Österreich.
- Förderung des Schulsports
- Schulfinanzierung und schulische Personalverwaltung